# Psalm för ambivalenta
Psalm för ambivalenta är en psalm med text och musik av Tommie Sewón. 
Musikarrangemanget i Psalmer i 2000-talets koralbok är gjort av Anders Göranzon.

## Publicerad som
- Nr 912 i Psalmer i 2000-talet under rubriken "Kyrkliga handlingar".